# جبل إتنا
جبل إتنا (كان اسمه العربي جبل النار) (المعروف أيضا باسم mongibeddu في اللغة الصقلية و mongibello بالإيطالية، من اللاتينية Mons والعربية جبل) بركان نشط على الساحل الشرقي من صقلية، بالقرب من ميسينا وقطانية. ومن أكبر البراكين النشطة في أوروبا الآن. يرتفع حوالي 3326 متر (10,910 قدم) وتجدر الإشارة إلى أن هذا يختلف مع الانفجارات وهو الآن 21.6 م أقل مما كان عليه في 1865. وهو أعلى جبل في إيطاليا يقع جنوب جبال الألب. يغطي مساحة 1,190 كم مربع (460 ميلا مربعا) ومحيط قاعدته 140 كيلومتر. وهذا يجعله أضخم البراكين الثلاثة النشطة في إيطاليا، ويرتفع تقريبا ثلاثة أضعاف ارتفاع ثاني أكثر جبل ارتفاعا وهو جبل فيزوف.
جبل إتنا هو أحد أنشط البراكين في العالم، ويكاد يكون في حالة مستمرة من الانفجارات. وهي أحيانا مدمرة جدا، لكن لا تعدّ عموما بأنها بالغة الخطورة، والآلاف من الناس يعيشون على المنحدرات والمناطق المحيطة بها. إن التربة البركانية الخصبة تساعد على التوسع في الرقعة الزراعية، مع انتشار الكروم والبساتين في سفوح الجبال وسهول قطانية الواسعة إلى الجنوب. بسبب تاريخه النشط مؤخرا والقريب للسكان فقد صنفته الأمم المتحدة على أنه بركان عقدي.
في عام شهر يوليو من عام 2019 عاودت الحمم البركانية التدفق من فوهة البركان، وبلغت الحمم ارتفاعا شديدا، وصل إلى 1,5 كلم من نقطة الانبعاث. وأدّى ذلك لاتخاذ الشرطة إجراءات للأمن والسلامة كإغلاقها مطارين بمدينة كاتانيا في جزيرة صقلية، والتي تعد أقرب المناطق من مركز نشاط البركان.
في شهر فبراير من العام 2021 عاود البركان نشاطه، وحتى العاشر من شهر مارس واصل البركان إطلاق الحمم والرماد 11 مرة خلال 3 أسابيع.

## تاريخ الثوران البركاني
تتبع ثورات إتنا أنماطًا متعددة. تحدث معظمها في القمة، حيث توجد خمس فوهات مميزة: فوهة الشمال الشرقي وفوهة فوراجيني وفوهة بوكا نوفا وفوهتان في مجمع فوهة الجنوب الشرقي. تحدث ثورات أخرى على الجوانب، والتي تحتوي على أكثر من 300 فتحة تتراوح في الحجم من فوهات صغيرة إلى فوهات كبيرة يبلغ قطرها مئات الأمتار. يمكن أن تكون ثورات القمة شديدة الانفجار ومذهلة ولكنها نادرًا ما تهدد المناطق المأهولة بالسكان حول البركان. على النقيض من ذلك، يمكن أن تحدث ثورات الجوانب حتى ارتفاع بضع مئات من الأمتار، بالقرب من المناطق المأهولة بالسكان أو حتى داخلها. تقع العديد من القرى والبلدات الصغيرة حول أو على مخاريط ثورات الجوانب السابقة. منذ عام 1600 بعد الميلاد، حدث ما لا يقل عن 60 ثورانًا جانبيًا وثورات لا حصر لها من القمة؛ وقد حدث نحو نصفها منذ بداية القرن العشرين. منذ عام 2000، شهد جبل إتنا أربع ثورات جانبية - في2001 و2002-2003 و2004-2005 و2008-2009. حدثت ثورات القمة في 2006 و2007-2008 ويناير-أبريل 2012 ويوليو-أكتوبر 2012 وديسمبر 2018 ومرة أخرى في فبراير 2021.

### ثورانات تاريخية
أول سجل معروف لثوران في جبل إتنا هو سجل ديودور الصقلي.
في عام 396 قبل الميلاد، ورد أن ثوران إتنا أحبط محاولات القرطاجيين للتقدم نحو سرفوسة خلال الحرب الصقلية الثانية.
حدث ثوران عنيف بشكل خاص في القمة (بلينيان) في عام 122 قبل الميلاد، وتسبب في سقوط صخور بركانية كثيفة إلى الجنوب الشرقي، بما في ذلك مدينة كاتانيا، حيث انهارت العديد من الأسطح. للمساعدة في إعادة الإعمار بعد الآثار المدمرة للثوران، أعفت الحكومة الرومانية سكان كاتانيا من دفع الضرائب لمدة عشر سنوات.
قدم الشاعر الروماني فيرجيل ما كان على الأرجح وصفًا مباشرًا لثوران في الإنيادة.
خلال أول 1500 عام بعد الميلاد، لم يتم تسجيل العديد من الثورانات (أو فقدت السجلات)؛ من بين أهمها: (1) ثوران وقع نحو عام 1030 بالقرب من مونتي إيليس على الجانب الجنوبي الشرقي السفلي، والذي أنتج تدفقًا من الحمم البركانية امتد لنحو 10 كيلومترات، ووصل إلى البحر شمال أتشيريالي؛ تم بناء قريتي سانتا تيكلا وستازو على الدلتا العريضة التي نتجت عن تدفق الحمم البركانية إلى البحر؛ (2) ثوران وقع نحو عام 1160 (أو 1224)، من شق على ارتفاع 350-450 مترًا فقط (1148-1476 قدمًا) على الجانب الجنوبي الشرقي بالقرب من قرية ماسكالوسيا، والتي وصل تدفق الحمم البركانية فيها إلى البحر شمال كاتانيا مباشرة، في المنطقة التي يشغلها الآن جزء من المدينة يسمى أوجنينا.
سجل الرحالة الصيني رابان بار صوما ثوران بركان إتنا في 18 يونيو 1287.
بدأ ثوران بركان إتنا عام 1669، وهو الأكثر تدميرًا منذ عام 122 قبل الميلاد، في 11 مارس 1669 وأنتج تدفقات من الحمم البركانية دمرت ما لا يقل عن 10 قرى على جانبه الجنوبي قبل أن تصل إلى أسوار مدينة كاتانيا بعد خمسة أسابيع، في 15 أبريل. تم تحويل الحمم البركانية إلى حد كبير بواسطة هذه الجدران إلى البحر إلى الجنوب من المدينة، وبالتالي ملأت ميناء كاتانيا. اخترقت جزء صغير من الحمم البركانية في النهاية قسمًا هشًا من أسوار المدينة على الجانب الغربي من كاتانيا ودمرت بعض المباني قبل أن تتوقف في الجزء الخلفي من دير البينديكتين، دون الوصول إلى وسط المدينة. على النقيض من التقارير المنتشرة التي تتحدث عن مقتل 15 ألف شخص (أو حتى 20 ألف شخص) بسبب الحمم البركانية، فإن الروايات المعاصرة المكتوبة بالإيطالية والإنجليزية لا تذكر أي وفيات مرتبطة بثوران عام 1669 (ولكنها تعطي أرقامًا دقيقة للغاية عن عدد المباني المدمرة، ومساحة الأراضي المزروعة المفقودة، والأضرار الاقتصادية). بالتالي، من غير المؤكد من أين يمكن أن يُعزى هذا العدد الهائل من الوفيات. من بين الاحتمالات هو حدوث التباس بين هذا الثوران والزلزال الذي دمر جنوب شرق صقلية (بما في ذلك كاتانيا) بعد 24 عامًا في عام 1693. تكشف دراسة عن الأضرار والوفيات الناجمة عن ثوران إتنا في العصور التاريخية أن 77 حالة وفاة بشرية فقط يمكن نسبها على وجه اليقين إلى ثوران إتنا، وكان آخرها في عام 1987 عندما قُتل سائحان بسبب انفجار مفاجئ بالقرب من القمة.
منذ عام 1750، استمرت سبعة من ثورانات إتنا لمدة تزيد عن 5 سنوات، أي أكثر من أي بركان آخر باستثناء بركان فيزوف.

## المرافق
يعد إتنا وجهة سياحية رئيسية في صقلية، إذ يزوره الآلاف الزوار كل عام. الطريق الأكثر شيوعًا هو الطريق المؤدي إلى منطقة تزلج ملجأ سابينزا، الواقعة جنوب الفوهة على ارتفاع 1910 مترًا. من الملجأ، يمتد تلفريك صعودًا إلى ارتفاع 2500 متر، حيث يمكن الوصول إلى منطقة الفوهة على ارتفاع 2920 مترًا.
فيروفيا سيركومتنيا هي سكة حديدية ضيقة حول البركان بُنيت بين عامي 1889 و1895. تمتد السكة حول البركان في نصف دائرة بطول 110 كيلومتر تبدأ في كاتانيا وتنتهي في ريبوستو على بعد 28 كيلومتر شمال كاتانيا.
يوجد منتجعان للتزلج على جبل إتنا: الأول في ملجأ سابينزا، مع مصعد كراسي وثلاثة مصاعد تزلج، والآخر أصغر في الشمال، في بيانو بروفينزانا بالقرب من لينجواجلوسا، مع ثلاثة مصاعد كراسي ومصعد تزلج.
كان ملجأ سابينزا هو نقطة النهاية للمرحلة التاسعة من سباق جيرو دي إيطاليا 2011 والمرحلة الرابعة من سباق جيرو 2017.

## أعلام
- أمبادوقليس

## اقرأ أيضا
- بركان
- مونت بيليه
- بركان تصدعي
- انبثاق بركاني
- انفجار بركاني
- بركان درعي
- حمم بركانية
- صهارة
- اللابة
- القباب الملحية
- بركان سترومبولي